# Reece Prescod
Reece Prescod (* 29. Februar 1996 in London) ist ein britischer Sprinter, der sich auf den 100-Meter-Lauf spezialisiert hat. Mit der britischen 4-mal-100-Meter-Staffel gewann er 2019 eine Bronzemedaille bei Weltmeisterschaften und wurde 2018 Vizeeuropameister.

## Sportliche Laufbahn
Erste internationale Erfahrungen sammelte Reece Prescod bei den Weltmeisterschaften 2017 in London, bei denen er über 100 Meter bis in das Finale gelangte und dort mit 10,17 s den siebten Platz belegte. 2018 qualifizierte er sich über 100 Meter für die Europameisterschaften in Berlin und gewann dort im Finale mit neuem britischen U23-Rekord von 9,96 s die Silbermedaille hinter seinem Landsmann Zharnel Hughes und vor dem Türken Jak Ali Harvey. Anschließend wurde er beim Birmingham Müller Grand Prix in 9,94 s Zweiter. 2021 qualifizierte er sich über 100 m für die Olympischen Sommerspiele in Tokio und wurde dort im Halbfinale wegen eines Fehlstarts disqualifiziert. 2022 siegte er in 9,93 s beim Ostrava Golden Spike und wurde dann bei den Bislett Games in Oslo mit 10,06 s Zweiter. Auch beim Bauhaus-Galan gelangte er mit 10,15 s auf Rang zwei und schied dann bei den Weltmeisterschaften in Eugene mit 10,15 s in der ersten Runde aus und gewann mit der Staffel in 37,83 s im Finale gemeinsam mit Jona Efoloko, Zharnel Hughes und Nethaneel Mitchell-Blake die Bronzemedaille hinter den Teams aus Kanada und den Vereinigten Staaten. Daraufhin belegte er bei den Europameisterschaften in München in 10,18 s den siebten Platz.
2023 belegte er bei den Halleneuropameisterschaften in Istanbul in 6,64 s den achten Platz über 60 Meter. Im Juni siegte er in 9,99 s bei den FBK Games, ehe er bei den Weltmeisterschaften in Budapest mit 10,26 s im Halbfinale über 100 Meter ausschied.
In den Jahren 2017 und 2018 wurde Prescod britischer Meister im 100-Meter-Lauf. Zudem wurde er 2023 Hallenmeister über 60 Meter.

## Persönliche Bestzeiten
- 100 Meter: 9,93 s (−1,2 m/s), 31. Mai 2022 in Ostrava
  - 60 Meter (Halle): 6,49 s, 10. Februar 2023 in Berlin
- 200 Meter: 20,31 s (−0,4 m/s), 15. August 2021 in Stettin